# Angelo Majorana Calatabiano

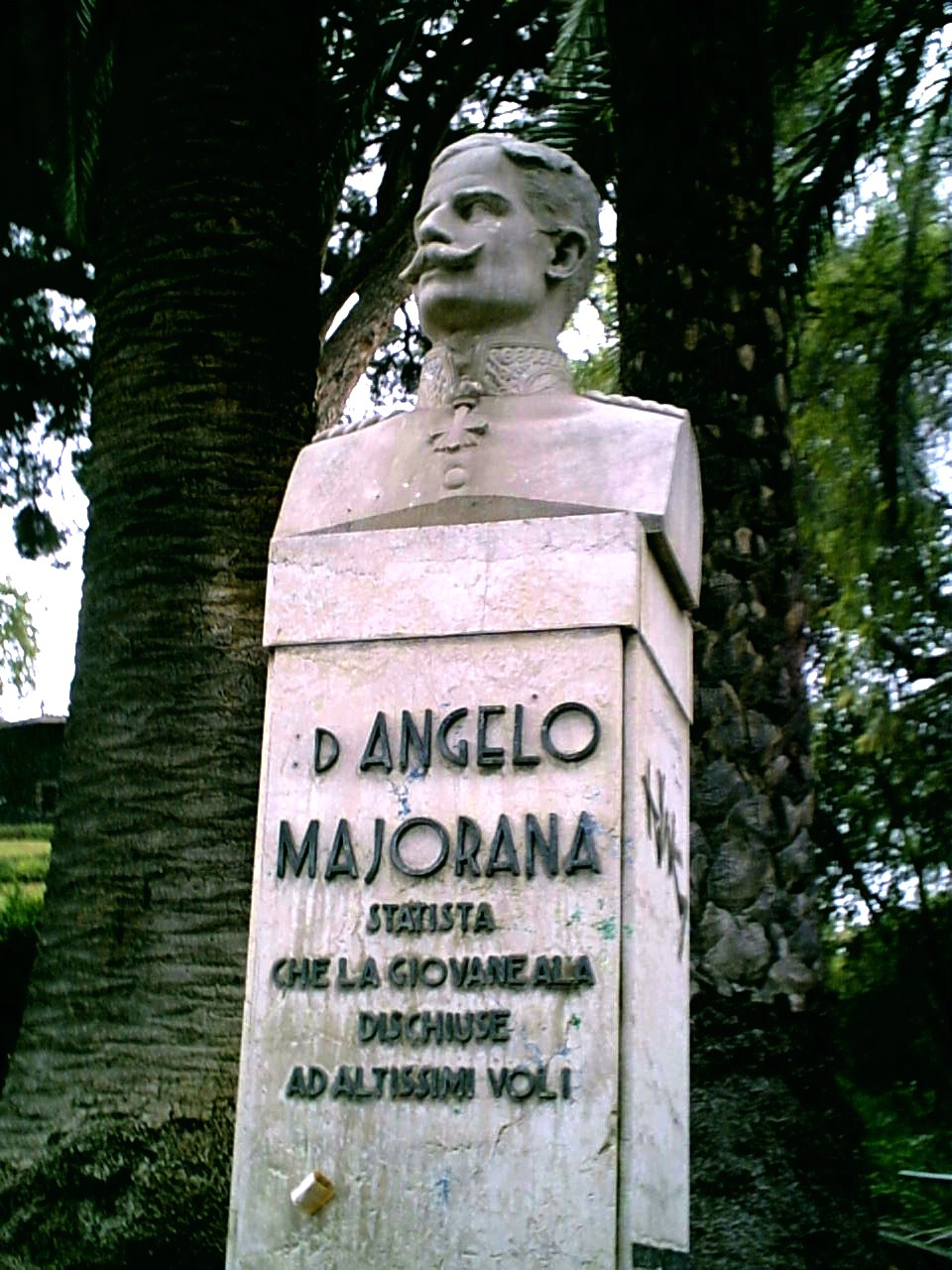
Busto monumentale nel Giardino Bellini di Catania

Angelo Majorana Calatabiano (Catania, 4 dicembre 1865 – Catania, 9 febbraio 1910) è stato un giurista e politico italiano.

## Biografia
Originario di Militello in Val di Catania era figlio di Salvatore Majorana Calatabiano, senatore del Regno e Ministro, e fratello di Giuseppe, Dante e Quirino, tutti docenti universitari ed i primi due anche Rettori dell'ateneo; il minore degli eredi del "senatore" Salvatore, l'ingegnere Fabio Massimo, era il padre del famoso fisico teorico Ettore Majorana. Angelo ebbe anche come sorelle Emilia ed Elvira. La famiglia Majorana era, insieme alla famiglia dei Carnazza, quella che dominava la vita politica e culturale catanese e della provincia etnea.

### Carriera accademica
Si laureò presso l'Università di Roma all'età di 16 anni e l'anno successivo (nel 1883) conseguì la libera docenza in Diritto Costituzionale presso l'Università di Catania. Nel 1887 vinse il concorso di professore straordinario e nel 1899 venne promosso a professore ordinario di Diritto Costituzionale, cattedra che conservò fino alla morte. Fu inoltre Rettore dell'Università etnea nel 1895-96.

### Carriera politica
Dopo la carriera politica cittadina, come consigliere comunale, assessore alle finanze e pro-sindaco, nel 1897 fu eletto alla Camera dei deputati e da allora fu sempre rieletto. Nel 1903 entrò nel Governo Giolitti II con l'incarico di sottosegretario alle finanze. L'anno successivo, a soli 38 anni, venne nominato Ministro delle finanze. Conservò tale carica anche nei governi Tittoni e Fortis I, fino al 1906. Nel Governo Giolitti III rientra con l'incarico di Ministro del tesoro al quale si aggiunse l'interim di quello delle finanze. Durante tale ministero, varò la conversione della rendita, che riscosse il plauso degli economisti e di molti politici.
Nel 1907 una prima malattia lo costrinse a dimettersi quando era al culmine della carriera: molti infatti lo vedevano come possibile Presidente del Consiglio. Morì il 9 febbraio 1910 a soli 44 anni.